# نيسان بريسي
نيسان بريسي (بالإنجليزية: Nissan Presea)‏ هي سيارة من تصنيع شركة نيسان موتورز.